# Bitka za Okinavo
Bitka za Okinavo je bila največji amfibijski napad v pacifiški vojni med drugo svetovno vojno, hkrati je bila največja pomorsko-kopenska-zračna bitka v vsej zgodovini in zadnja velika bitka druge svetovne vojne.
Po bitki za Iwo Jimo so se ameriške sile pripravljale na invazijo na osrednje japonske otoke. Predtem so želeli osvojiti tudi številne okoliške manjše otoke, strateško je bila med njimi najpomembnejša Okinava.
Japonci so se zavedali strateške lege otoka, zato so organizirali obsežno obrambo, ki so jo sestavljali redna vojska ter lokalne milice. Vojska je morala otok braniti do poslednjega vojaka, predaja ni bila mogoča, saj bi padec otoka predstavljal prosto pot Američanom do osrednjih japonskih otokov.

## Priprave na bitko
Ameriške zračne sile so že jeseni leta 1944 bombardirale otok. Tedaj je bilo uničenih več kot 80% glavnega mesta, mrtvi so bili tudi številni civilisti, potopljenih je bilo tudi veliko tam zasidranih vojaških ladij. Japonske vojaške ladje so uspešno potapljale tudi ameriške podmornice in letalonosilke. 

## Bitka
Američani so iz izkušenj pričakovali izjemen odpor branilcev, a so se sorazmerno lahko izkrcali na otoku. Ker je bilo izkracanje na sredini otoka, so pričele sile napredovati v dveh smereh, in sicer na sever in jug. Kljub lokalno močnemu japonskemu odporu je severni del otoka padel 20. aprila 1945. 
Na južnem delu pa so napadalci naleteli na izjemen odpor.
Tam se je japonska vojska vkopala; skrivala se je v dobro utrjenih in branjenih pečinah, zato je bilo napredovanje otežkočeno. Po hudih bojih je južni del otoka padel šele dva meseca kasneje kot sever, 21. junija 1945.
Mrtvih je bilo tudi ogromno civilistov, podatki se gibljejo med 42.000 in 150.000 ljudi. Mnogi med njimi so storili samomor, ker so se bali ameriškega maščevanja. 
Američani so po tej bitki spoznali, da se Japonci ne bodo predali in da bodo z vsemi sredstvi branili svoje ozemlje. Invazija na osrednje japonske otoke bi tako lahko zahtevala ogromne vojaške izgube. Računali so na vsaj 500.000 mrtvih vojakov.